# Alpharetrovirus
Gli Alpharetrovirus sono un genere della famiglia dei retroviridae.
Infettano principalmente gli uccelli, selvatici e non, causando sarcomi, tumori, e anemia.